# 벨리미르 흘레브니코프
벨리미르 흘레브니코프(Велимир Хлебников, 1885년 11월 9일 - 1922년 6월 28일)는 러시아의 시인이다. 본명은 빅토르 블라디미로비치 흘레브니코프(Виктор Владимирович Хлебников).

## 약력
러시아 제국 아스트라한 현의 촌락에서 탄생했다. 아르메니아 및 자포리지아 코삭의 가계. 1898년에 거점을 카잔으로 옮겨, 그곳에서 학교에 다닌다. 졸업 후, 1903년에 카잔대학 이학부에 입학, 수학과 생물학을 중심으로 배운다. 학업을 더 이어나가기 위해, 1908년에 페테르부르크로 상경하여, 1911년에 중퇴하기까지 페테르부르크대학을 다녔다. 재학하면서 시를 쓰기 시작한다. 페테르부르크에서 많은 신출내기 시인들과 알고지낸다. 이윽고 미래파 시인으로서 자우미와 신조어를 교묘히 다루면서, 두드러지게 그 존재감을 키워갔다. 흘레브니코프는 각지를 계속해서 해매다가, 1922년에 노브고로드 현의 마을에서 사거했다. 모스크바에 있는 노보데비치 묘지에 매장되었다.

## 관련 인물
- 베라 흘레브니코바 - 흘레브니코프의 여동생, 작가.

## 같이 보기
- 러시아 아방가르드